# Beaumont-en-Argonne
Beaumont-en-Argonne är en kommun i departementet Ardennes i regionen Grand Est (tidigare regionen Champagne-Ardenne) i nordöstra Frankrike. Kommunen ligger  i kantonen Mouzon som ligger i arrondissementet Sedan. År 2022 hade Beaumont-en-Argonne 422 invånare.
Slaget vid Beaumont 30 augusti 1870 utspelade sig här.

## Befolkningsutveckling
Antalet invånare i kommunen Beaumont-en-Argonne
Referens: INSEE

## Galleri

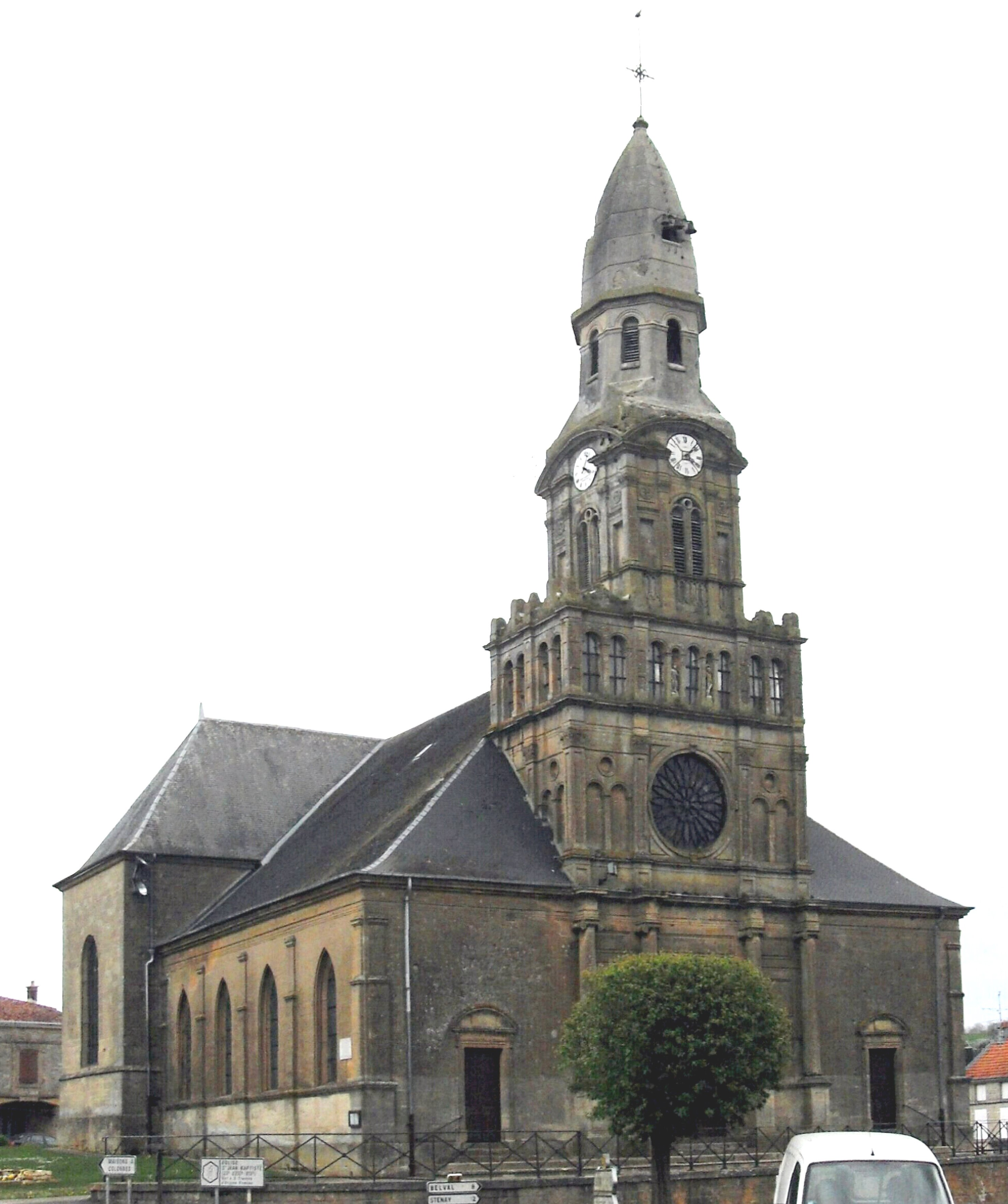